# Matthijs Büchli
Matthijs Büchli (Haarlem, 13 dicembre 1992) è un pistard olandese. Specialista delle gare veloci, è stato campione olimpico di velocità a squadre ai Giochi di Tokyo 2020 e medaglia d'argento nel keirin ai Giochi di Rio de Janeiro 2016, vincendo inoltre quattro titoli mondiali, tre nella velocità a squadre e uno nel keirin. Gareggia per il team BEAT Cycling.

## Palmarès
- 2012

Campionati olandesi, Velocità
- 2013

3ª prova Coppa del mondo 2012-2013, Keirin (Aguascalientes)
Campionati olandesi, Keirin
- 2014

3ª prova Coppa del mondo 2013-2014, Keirin (Guadalajara)
3ª prova Coppa del mondo 2013-2014, Velocità a squadre (Guadalajara, con Hugo Haak e Nils van 't Hoenderdaal)
Campionati europei Juniores & U23, Velocità a squadre (con Nils van 't Hoenderdaal e Jeffrey Hoogland)
Campionati olandesi, Velocità
Campionati olandesi, Keirin
- 2015

Campionati olandesi, Keirin
- 2016

3ª prova Coppa del mondo 2015-2016, Keirin (Hong Kong)
- 2017

Taiwan Track International Classic #1, Keirin
Taiwan Track International Classic #2, Keirin
Japan Track Cup, Keirin
1ª prova Coppa del mondo 2017-2018, Keirin (Pruszków)
2ª prova Coppa del mondo 2017-2018, Keirin (Manchester)
Campionati olandesi, Velocità
Campionati olandesi, Keirin
- 2018

5ª prova Coppa del mondo 2017-2018, Velocità (Minsk)
5ª prova Coppa del mondo 2017-2018, Keirin (Minsk)
5ª prova Coppa del mondo 2017-2018, Velocità a squadre (Minsk, con Roy van den Berg e Theo Bos)
Campionati del mondo, Velocità a squadre (con Nils van 't Hoenderdaal, Jeffrey Hoogland e Harrie Lavreysen)
Japan Track Cup #1, Velocità
Japan Track Cup #2, Velocità
Campionati europei, Chilometro a cronometro
3ª prova Coppa del mondo 2018-2019, Keirin (Berlino)
4ª prova Coppa del mondo 2018-2019, Keirin (Londra)
4ª prova Coppa del mondo 2018-2019, Velocità a squadre (Londra, con Roy van den Berg, Jeffrey Hoogland e Harrie Lavreysen)
Campionati olandesi, Velocità
- 2019

Classifica generale Coppa del mondo 2018-2019, Keirin
Campionati del mondo, Velocità a squadre (con Roy van den Berg, Jeffrey Hoogland e Harrie Lavreysen)
Campionati del mondo, Keirin
Campionati olandesi, Velocità
- 2020

Campionati del mondo, Velocità a squadre (con Roy van den Berg, Jeffrey Hoogland e Harrie Lavreysen)
- 2021

Giochi olimpici, Velocità a squadre (con Roy van den Berg, Jeffrey Hoogland e Harrie Lavreysen)
- 2022

Campionati olandesi, Scratch
Campionati olandesi, Americana (con Philip Heijnen)
Campionati olandesi, Corsa a eliminazione
- 2023

Coppa delle Nazioni 2022-2023, Corsa a eliminazione (Milton)

## Piazzamenti

### Competizioni mondiali
- Campionati del mondo

Apeldoorn 2011 - Velocità: 41º
Melbourne 2012 - Velocità: 39º
Minsk 2013 - Velocità a squadre: 10º
Minsk 2013 - Keirin: 3º
Minsk 2013 - Velocità: 33º
Cali 2014 - Velocità a squadre: 8º
Cali 2014 - Keirin: 3º
Saint-Quentin-en-Yvelines 2015 - Velocità a squadre: 5º
Saint-Quentin-en-Yvelines 2015 - Keirin: 9º
Londra 2016 - Velocità a squadre: 2º
Londra 2016 - Keirin: 24º
Hong Kong 2017 - Velocità a squadre: 2º
Apeldoorn 2018 - Velocità a squadre: vincitore
Apeldoorn 2018 - Keirin: 4º
Pruszków 2019 - Velocità a squadre: vincitore
Pruszków 2019 - Keirin: vincitore
Pruszków 2019 - Velocità: 20º
Berlino 2020 - Velocità a squadre: vincitore
Berlino 2020 - Keirin: 11º
Berlino 2020 - Velocità: 7º
Glasgow 2023 - Corsa a eliminazione: 4º
- Giochi olimpici

Rio de Janeiro 2016 - Velocità a squadre: 6º
Rio de Janeiro 2016 - Keirin: 2º
Tokyo 2020 - Velocità a squadre: vincitore
Tokyo 2020 - Keirin: 19º

### Competizioni europee
- Campionati europei su pista

Anadia 2012 - Keirin Under-23: 5°
Anadia 2013 - Keirin Under-23: 8°
Anadia 2013 - Velocità a squadre Under-23: 3°
Anadia 2014 - Keirin Under-23: 2°
Anadia 2014 - Chilometro a cronometro Under-23: 3°
Anadia 2014 - Velocità a squadre Under-23: vincitore
Baie-Mahault 2014 - Keirin: 2°
Berlino 2017 - Keirin: 9°
Berlino 2017 - Velocità a squadre: 3°
Glasgow 2018 - Chilometro a cronometro: vincitore
Apeldooorn 2019 - Keirin: 3°